# Elymus gentryi
Elymus gentryi là một loài thực vật có hoa trong họ Hòa thảo. Loài này được (Melderis) Melderis mô tả khoa học đầu tiên năm 1984.